# Noria del Boyero
Noria del Boyero är en ort i Mexiko.   Den ligger i kommunen Río Grande och delstaten Zacatecas, i den centrala delen av landet, 600 km nordväst om huvudstaden Mexico City. Noria del Boyero ligger 2 065 meter över havet och antalet invånare är 477.
Terrängen runt Noria del Boyero är en högslätt. Runt Noria del Boyero är det mycket glesbefolkat, med 5 invånare per kvadratkilometer. Närmaste större samhälle är Cañitas de Felipe Pescador, 13,1 km söder om Noria del Boyero. Omgivningarna runt Noria del Boyero är i huvudsak ett öppet busklandskap.